# Белчешть (Васлуй)
Белчешть, Белчешті (рум. Belcești) — село у повіті Васлуй в Румунії. Входить до складу комуни Погонешть.
Село розташоване на відстані 220 км на північний схід від Бухареста, 56 км на південь від Васлуя, 111 км на південь від Ясс, 90 км на північний захід від Галаца.

## Населення
За даними перепису населення 2002 року у селі проживали 168 осіб, усі — румуни. Усі жителі села рідною мовою назвали румунську.